# Club Alpí Suís
El Club Alpí Suís (alemany: Schweizer Alpen-Club, francès: Club Alpin Suisse, italià: Club Alpino Svizzero, romanx: Club Alpin Svizzer) és el club d'alpinisme més gran de Suïssa. Va ser fundat el 1863 a Olten i ara està compost per 111 seccions de 110.000 membres (2006). Estos inclouen l'Associació de Membres Britànics del Club Alpí Suís.
El CAS explota més de 152 cabanes, 86 punts d'auxili i aproximadament 3.000 socorristes voluntaris actius. Les seves 110 seccions totalitzen 150.000 membres l'any 2016.
El CAS és membre de la Unió internacional de les associacions de muntanyisme (UIAA), del Club arc alpí (CAA), de la Comissió internacional d'auxili alpí (CISA), de la Comissió internacional per a la protecció dels Alps (CIPRA) i de la Federació internacional d'escalada (IFSC).

## Història
Un petit grup d'alpinistes suïssos es van trobar el 19 d'abril de 1863 al bufet de l'estació de Olten per fundar el Club Alpí Suís de la qual el primer president va ser Rodolphe-Théodore Simler (1833-1873) i el primer secretari, Edmond de Fellenberg. El primer any, el CAS comptava vuit seccions amb 257 socis. L'objectiu del club era l'exploració dels Alps, la difusió de publicacions alpines, la construcció de refugis destinats a facilitar les ascensions. La primera cabana va ser construïda l'any 1863 al Grünhorn (Tödi).
L'any 1919, sota la iniciativa del club alpí es va crear la Federació patriòtica suïssa, una milícia burgesa d'extrema dreta.
El Club Alpí Suís ha estat molt de temps tancat a les dones. Per a aquesta raó, aquestes van crear el Club Suís de les dones alpinistes el 24 de maig de 1918. La fusió dels dos clubs es va realitzar el gener de 1980

## Activitats
- Entrenament en diversos esports de muntanya
- Salvament de muntanya: 86 estacions de rescat de Salvament Alpí Suís (SAS)
- Construcció, manteniment i explotació de cabines
- Esport d'elit (esquí de muntanya i escalada esportiva)
- Senderisme i excursions d'esquí
- Colònies de muntanya per a famílies (pares i fills)
- Alpinisme juvenil (colònies de 10 a 14 anys)
- Organització juvenil (escalada indoor o outdoor, alpinisme, esquí de muntanya o surf de neu, escalada en gel, expedicions, etc. per a joves de 14 a 22 anys)
- Salvaguarda del medi ambient
- Activitats culturals (Museu Alpí Suís de Berna)
- Publicacions